# Nicola Roxon
Nicola Roxon (ur. 1 kwietnia 1967 w Sydney) – australijska polityk, członkini Australijskiej Partii Pracy (ALP), w latach 2007-2013 członkini gabinetu federalnego Australii, początkowo jako minister zdrowia i osób starszych (2007-2011), a następnie jako prokurator generalny Australii (2011-2013).

## Życiorys
Jej dziadkowie od strony ojca byli polskimi Żydami, którzy przybyli do Australii w 1937 i zmienili nazwisko z "Ropszyc" na "Roxon". Nicola ukończyła studia prawnicze na University of Melbourne i w latach 1992–1994 była asystentką sędziego Sądu Najwyższego. Następnie została etatową pracownicą związków zawodowych, a w latach 1996–1998 była starszym prawnikiem w prywatnej kancelarii, gdzie specjalizowała się w prawie pracy.
W 1998 została wybrana do Izby Reprezentantów, w której reprezentuje okręg wyborczy Gellibrand, obejmujący kilka dzielnic Melbourne. W latach 2001–2007 zasiadała w labourzystowskich gabinetach cieni. Po wygranych przez ALP wyborach z 2007 roku, objęła urząd ministra zdrowia i osób starszych w gabinecie Kevina Rudda. Zachowała go w pierwszym gabinecie Julii Gillard, a także w początkowym okresie działania drugiego gabinetu Gillard. Następnie została przeniesiona na stanowisko federalnego prokuratora generalnego. 2 lutego 2013 zrezygnowała z tej funkcji ze względów osobistych, zapowiedziała też, iż nie będzie ubiegać się o kolejną kadencję parlamentarną.